# Love Me like You Do
"Love Me like You Do" là một bài hát của nghệ sĩ thu âm người Anh quốc Ellie Goulding nằm trong album nhạc phim cho bộ phim năm 2015 Fifty Shades of Grey. Ngoài ra, bài hát còn xuất hiện trong album phòng thu thứ ba của Goulding, Delirium (2015). Nó được phát hành như là đĩa đơn thứ hai trích từ album nhạc phim vào ngày 7 tháng 1 năm 2015 bởi Cherrytree Records, Interscope Records và Republic Records. "Love Me like You Do" được đồng viết lời bởi Savan Kotecha, Ilya Salmanzadeh, Ali Payami và Tove Lo với những nhà sản xuất nó là Max Martin và Ali Payami. Đây là một bản electropop power ballad mang nội dung tương tự như chủ đề bộ phim, trong đó đề cập đến cảm giác không thể kiểm soát của một cô gái trong tình yêu và việc bị quyến rũ bởi một người đàn ông khiến cô không thể từ chối, ngay cả điều đó có thể khiến cô chịu nhiều nỗi đau. Được sáng tác từ trước khi bộ phim được thực hiện và dự định sẽ do Demi Lovato thể hiện, Goulding đã được liên hệ bởi đạo diễn của Fifty Shades of Grey để thu âm nó, và cô đã chấp nhận lời đề nghị sau khi lắng nghe bài hát.
Sau khi phát hành, "Love Me like You Do" nhận được những phản ứng tích cực từ các nhà phê bình âm nhạc, trong đó họ đánh giá cao chất giọng nhẹ nhàng của Goulding cũng như giai điệu hoành tráng của nó. Ngoài ra, bài hát còn gặt hái nhiều giải thưởng và đề cử tại những lễ trao giải lớn, bao gồm một đề cử giải Quả cầu vàng cho Bài hát gốc xuất sắc nhất và hai đề cử giải Grammy cho Trình diễn đơn ca pop xuất sắc nhất và Bài hát nhạc phim hay nhất tại lễ trao giải thường niên lần thứ 58. "Love Me like You Do" cũng tiếp nhận những thành công ngoài sức tưởng tượng về mặt thương mại với việc đứng đầu các bảng xếp hạng ở hơn 26 quốc gia, bao gồm những thị trường lớn như Úc, Áo, Đan Mạch, Phần Lan, Đức, Ireland, Ý, New Zealand, Na Uy, Tây Ban Nha, Thụy Điển, Thụy Sĩ và Vương quốc Anh, đồng thời lọt vào top 10 ở nhiều khu vực khác. Tại Hoa Kỳ, nó đạt vị trí thứ ba trên bảng xếp hạng Billboard Hot 100, trở thành đĩa đơn thứ hai của Goulding vươn đến top 5 tại đây. Tính đến nay, nó đã bán được hơn 12.6 triệu bản trên toàn cầu, trở thành một trong những đĩa đơn bán chạy nhất mọi thời đại.
Video ca nhạc cho "Love Me like You Do" được đạo diễn bởi Georgia Hudson, trong đó bao gồm những cảnh Goulding khiêu vũ với người bạn nhảy của cô trong một lâu đài, xen kẽ với những hình ảnh từ Fifty Shades of Grey. Nó đã nhận được một đề cử tại giải Video âm nhạc của MTV năm 2015 cho Video xuất sắc nhất của nữ ca sĩ, và trở thành video thứ 21 trong lịch sử đạt được hơn 1 tỷ lượt xem trên YouTube. Để quảng bá bài hát, nữ ca sĩ đã trình diễn nó trên nhiều chương trình truyền hình và lễ trao giải lớn, bao gồm The Late Late Show with James Corden, Buổi diễn thời trang Victoria's Secret năm 2015, giải Âm nhạc châu Âu của MTV năm 2015 và giải Grammy lần thứ 58, cũng như trong nhiều chuyến lưu diễn của cô. Được ghi nhận là bài hát trứ danh trong sự nghiệp của Goulding, "Love Me like You Do" đã được hát lại và sử dụng làm nhạc mẫu bởi nhiều nghệ sĩ, như Taylor Swift, James Arthur, Ella Henderson, Conor Maynard và Sam Tsui. Ngoài ra, một phiên bản chỉnh sửa của bài hát cũng được sử dụng cho album nhạc phim của phần cuối cùng từ loạt phim Fifty Shades Freed vào năm 2018.

## Danh sách bài hát
Tải kĩ thuật số
1. "Love Me like You Do" – 4:12

Đĩa CD
1. "Love Me like You Do" (radio chỉnh sửa) – 3:52
2. "Love Me like You Do" (không lời) - 4:12

## Xếp hạng
| Bảng xếp hạng (2015)                      | Vị trí cao nhất |
| ----------------------------------------- | --------------- |
| Úc (ARIA)                                 | 1               |
| Áo (Ö3 Austria Top 40)                    | 1               |
| Bỉ (Ultratop 50 Flanders)                 | 2               |
| Bỉ (Ultratop 50 Wallonia)                 | 3               |
| Brazil (Brasil Hot 100 Airplay)           | 26              |
| Canada (Canadian Hot 100)                 | 3               |
| Canada AC (Billboard)                     | 4               |
| Canada CHR/Top 40 (Billboard)             | 1               |
| Canada Hot AC (Billboard)                 | 1               |
| Colombia (National-Report Top Anglo)      | 5               |
| Cộng hòa Séc (Rádio Top 100)              | 1               |
| Cộng hòa Séc (Singles Digitál Top 100)    | 1               |
| Đan Mạch (Tracklisten)                    | 1               |
| Châu Âu Digital Song Sales (Billboard)    | 1               |
| Phần Lan (Suomen virallinen lista)        | 1               |
| Pháp (SNEP)                               | 5               |
| Đức (Official German Charts)              | 1               |
| Hy Lạp Nhạc số (Billboard)                | 1               |
| Hungary (Rádiós Top 40)                   | 16              |
| Hungary (Single Top 40)                   | 1               |
| Ireland (IRMA)                            | 1               |
| Israel (Media Forest)                     | 1               |
| Ý (FIMI)                                  | 1               |
| Nhật Bản (Japan Hot 100)                  | 36              |
| Luxembourg Digital Song Sales (Billboard) | 1               |
| Mexico Ingles Airplay (Billboard)         | 1               |
| Mexico Top 20 Inglés (Monitor Latino)     | 3               |
| Hà Lan (Dutch Top 40)                     | 2               |
| Hà Lan (Single Top 100)                   | 2               |
| New Zealand (Recorded Music NZ)           | 1               |
| Na Uy (VG-lista)                          | 1               |
| Ba Lan (Polish Airplay Top 100)           | 1               |
| Romania (Romanian Top 100)                | 1               |
| Scotland (OCC)                            | 1               |
| Slovakia (Rádio Top 100)                  | 1               |
| Slovakia (Singles Digitál Top 100)        | 1               |
| Slovenia (SloTop50)                       | 1               |
| Nam Phi (EMA)                             | 1               |
| Hàn Quốc (Gaon International Singles)     | 12              |
| Tây Ban Nha (PROMUSICAE)                  | 1               |
| Thụy Điển (Sverigetopplistan)             | 1               |
| Thụy Sĩ (Schweizer Hitparade)             | 1               |
| Anh Quốc (OCC)                            | 1               |
| Hoa Kỳ Billboard Hot 100                  | 3               |
| Hoa Kỳ Adult Contemporary (Billboard)     | 4               |
| Hoa Kỳ Adult Pop Airplay (Billboard)      | 1               |
| Hoa Kỳ Dance Club Songs (Billboard)       | 30              |
| Hoa Kỳ Dance/Mix Show Airplay (Billboard) | 1               |
| Hoa Kỳ Pop Airplay (Billboard)            | 1               |
| Hoa Kỳ Rhythmic (Billboard)               | 27              |

| Bảng xếp hạng (2015)                     | Vị trí |
| ---------------------------------------- | ------ |
| Australia (ARIA)                         | 7      |
| Austria (Ö3 Austria Top 40)              | 7      |
| Belgium (Ultratop 50 Flanders)           | 13     |
| Belgium (Ultratop 50 Wallonia)           | 7      |
| Canada (Canadian Hot 100)                | 13     |
| Denmark (Tracklisten)                    | 3      |
| France (SNEP)                            | 15     |
| Germany (Official German Charts)         | 4      |
| Hungary (Rádiós Top 40)                  | 58     |
| Hungary (Single Top 40)                  | 2      |
| Ireland (IRMA)                           | 6      |
| Israel (Media Forest)                    | 2      |
| Italy (FIMI)                             | 10     |
| Netherlands (Dutch Top 40)               | 18     |
| Netherlands (Single Top 100)             | 16     |
| New Zealand (Recorded Music NZ)          | 12     |
| Poland (ZPAV)                            | 17     |
| Russia Airplay (Tophit)                  | 20     |
| Slovenia (SloTop50)                      | 1      |
| South Korea (Gaon International Singles) | 34     |
| Spain (PROMUSICAE)                       | 7      |
| Sweden (Sverigetopplistan)               | 2      |
| Switzerland (Schweizer Hitparade)        | 8      |
| UK Singles (Official Charts Company)     | 4      |
| US Billboard Hot 100                     | 13     |
| US Adult Contemporary (Billboard)        | 7      |
| US Adult Top 40 (Billboard)              | 10     |
| US Dance/Mix Show Airplay (Billboard)    | 6      |
| US Pop Songs (Billboard)                 | 8      |
| Worldwide (IPFI)                         | 6      |
| Bảng xếp hạng (2016)                     | Vị trí |
| Brazil (Billboard Brasil Hot 100)        | 64     |
| Romania (Romanian Top 100)               | 171    |
| Slovenia (SloTop50)                      | 22     |
| South Korea (Gaon International Singles) | 93     |
| Bảng xếp hạng (2017)                     | Vị trí |
| Slovenia (SloTop50)                      | 47     |
| Bảng xếp hạng (2018)                     | Vị trí |
| South Korea (Gaon International Singles) | 79     |

| Bảng xếp hạng                        | Vị trí |
| ------------------------------------ | ------ |
| UK Singles (Official Charts Company) | 89     |

## Chứng nhận
| Quốc gia | Chứng nhận   | Số đơn vị/doanh số chứng nhận |
| --- | ------------ | ----------------------------- |
| Úc (ARIA) | 3× Bạch kim  | 210.000^                      |
| Áo (IFPI Áo) | Bạch kim     | 30.000‡                       |
| Bỉ (BEA) | 2× Bạch kim  | 60.000*                       |
| Canada (Music Canada) | 3× Bạch kim  | 240.000*                      |
| Đan Mạch (IFPI Đan Mạch) | 3× Bạch kim  | 150.000‡                      |
| Pháp (SNEP) | Vàng         | 75.000*                       |
| Đức (BVMI) | 3× Vàng      | 450.000‡                      |
| Ý (FIMI) | 4× Bạch kim  | 0‡                            |
| México (AMPROFON) | Bạch kim     | 60.000*                       |
| Hà Lan (NVPI) | 5× Bạch kim  | 100.000‡                      |
| New Zealand (RMNZ) | 2× Bạch kim  | 30.000*                       |
| Na Uy (IFPI) | 6× Bạch kim  | 240.000‡                      |
| Ba Lan (ZPAV) | 2× Kim cương | 200.000‡                      |
| Hàn Quốc (Gaon Chart) | —            | 353,220                       |
| Tây Ban Nha (PROMUSICAE) | 2× Bạch kim  | 80.000‡                       |
| Thụy Điển (GLF) | 7× Bạch kim  | 140.000‡                      |
| Thụy Sĩ (IFPI) | Bạch kim     | 30.000‡                       |
| Anh Quốc (BPI) | 2× Bạch kim  | 1,500,786                     |
| Hoa Kỳ (RIAA) | 5× Bạch kim  | 2,360,000                     |
| * Chứng nhận dựa theo doanh số tiêu thụ. ^ Chứng nhận dựa theo doanh số nhập hàng. ‡ Chứng nhận dựa theo doanh số tiêu thụ và phát trực tuyến. |              |                               |

## Lịch sử phát hành
| Khu vực        | Ngày                | Định dạng              | Nhãn                           | Ref.    |
| -------------- | ------------------- | ---------------------- | ------------------------------ | ------- |
| Canada         | 7 tháng 1 năm 2015  | Tải kĩ thuật số        | Universal                      | [ 110 ] |
| Hoa Kỳ         | 7 tháng 1 năm 2015  | Tải kĩ thuật số        | Cherrytree Interscope Republic | [ 111 ] |
| Vương quốc Anh | 12 tháng 1 năm 2015 | Contemporary hit radio | Polydor                        | [ 112 ] |
| Hoa Kỳ         | 13 tháng 1 năm 2015 | Contemporary hit radio | Interscope                     | [ 113 ] |
| Pháp           | 19 tháng 1 năm 2015 | Tải kĩ thuật số        | Universal                      | [ 114 ] |
| Úc             | 23 tháng 1 năm 2015 | Tải kĩ thuật số        | Universal                      | [ 115 ] |
| Ireland        | 30 tháng 1 năm 2015 | Tải kĩ thuật số        | Polydor                        | [ 116 ] |
| Vương quốc Anh | 1 tháng 2 năm 2015  | Tải kĩ thuật số        | Polydor                        | [ 1 ]   |
| Đức            | 6 tháng 2 năm 2015  | Tải kĩ thuật số        | Universal                      | [ 117 ] |
| Nhật Bản       | 9 tháng 2 năm 2015  | Tải kĩ thuật số        | Universal                      | [ 118 ] |
| Đức            | 12 tháng 2 năm 2015 | đĩa đơn CD             | Universal                      | [ 2 ]   |